# Edsard Schlingemann
Edsard Schlingemann (Kitwe, 6 settembre 1966 – Epe, 8 maggio 1990) è stato un nuotatore olandese.

## Carriera
Specialista dello stile libero e dei misti, Edsard Schlingemann nuotava per l'Amersfoortse Zwem en Polo Club.
All'età di quindici anni fu convocato in nazionale per i mondiali di nuoto del 1982; fu membro della staffetta 4x200 m stile libero che giunse sesta.
Due anni più tardi, Schlingemann prese parte alle Olimpiadi di Los Angeles 1984, competendo in quattro diverse gare: nei 200 m misti terminò diciottesimo, non accedendo alla finale; nella staffetta 4x200 m stile libero ottenne il settimo posto; nei 100 m stile libero, terminò settimo nella finale B; nella staffetta 4x100 m stile libero giunse insieme ai compagni all'undicesimo posto in batteria, mancando l'accesso alla finale.
L'anno successivo, partecipò agli europei di Sofia; in questa rassegna disputò le due staffette maschili nella specialità dello stile libero: nella 4x100 m ottenne la qualificazione per la finale, conquistando il sesto posto e nella 4x200 m stile libero si aggiudicò la medaglia di bronzo insieme ai compagni Hans Kroes, Patrick Dybiona e Frank Drost, alle spalle della Germania Ovest e della Svezia.
Nel 1986 fu impegnato in cinque gare nei mondiali di Madrid. In due delle gare individuali si fermò alle batterie, terminando venticinquesimo nei 200 m misti e ventiseiesimo nei 200 m stile libero, mentre ottenne l'ottava piazza in finale B sulla distanza dei 100 m dorso. Si qualificò per la finale con entrambe le staffette: giunse settimo sia nella staffetta 4x200 m stile libero sia nella staffetta 4x100 m misti.
Nel 1987, all'età di vent'anni, gareggiò alle Universiadi di Zagabria, dove vinse l'argento dietro agli Stati Uniti con entrambe le staffette dello stile libero.
Le Universiadi furono l'ultima apparizione internazionale di Edsard Schlingemann, che morì in un incidente nel 1990 all'età di ventitré anni: mentre si recava agli allenamenti in piscina, finì fuori strada con la sua automobile nella località di Epe, schiantandosi contro un albero.

## Palmarès
| Giochi olimpici              | ---                    | ---                       | 100 m stile libero        | 200 m misti               | 4 × 100 m st. libero                     | 4 × 200 m st. libero          |
| 1984 Los Angeles Stati Uniti | ---                    | ---                       | 7º in Finale B - 51"74    | 18º in batteria - 2'08"27 | 11º in batteria - 3'27"60 frazione 51"94 | 7º - 7'26"72 frazione 1'51"42 |
| Campionati mondiali          | 100 m dorso            | 200 m dorso               | 200 m stile libero        | 200 m misti               | 4 × 100 m misti                          | 4 × 200 m st. libero          |
| 1982 Guayaquil Ecuador       | 7º in Finale B - 59"60 | 18º in batteria - 2'08"05 | ---                       | 18º in batteria - 2'10"67 | ---                                      | 6º - 7'30"75                  |
| 1986 Madrid Spagna           | 8º in Finale B - 59"06 | ---                       | 26º in batteria - 1'52"71 | 25º in batteria - 2'10"53 | 7º - 3'49"02                             | 7º - 7'33"15                  |
| Campionati europei           | ---                    | ---                       | ---                       | ---                       | 4 × 100 m misti                          | 4 × 200 m st. libero          |
| 1985 Sofia Bulgaria          | ---                    | ---                       | ---                       | ---                       | 6º - 3'50"67                             | Bronzo: 7'32"82               |
| Universiadi                  | ---                    | ---                       | ---                       | ---                       | 4 × 100 m st. libero                     | 4 × 200 m st. libero          |
| 1987 Zagabria Jugoslavia     | ---                    | ---                       | ---                       | ---                       | Argento: 3'24"02                         | Argento: 7'29"86              |